# Miriam Alconchel
Miriam Alconchel Gonzaga, née le 3 juillet 1978 à Jerez de la Frontera, est une avocate et femme politique espagnole membre du Parti socialiste ouvrier espagnol (PSOE).
Elle est élue députée de la circonscription de Cadix lors des élections générales de décembre 2015.

## Biographie

### Vie privée
Elle est mariée et mère d'une fille.

### Formation et profession
Miriam Alconchel réalise ses études à la faculté de droit de l'université de Cadix (UCA) où elle obtient une licence. Elle a préparé le concours de la magistrature pendant plus de deux ans sans succès. Nonobstant, elle s'inscrit au barreau des avocats de Jerez de la Frontera puis exerce comme administratrice de biens à Cadix dans son propre cabinet. Elle a aussi enseigné le droit public.

### Activités politiques
Elle est élue conseillère municipale de Jerez de la Frontera lors des élections municipales de mai 2007. Elle fait alors partie de l'équipe municipale socialiste dirigée par la maire Pilar Sánchez Muñoz. Ainsi, elle est nommée responsable des domaines de la Participation, de la Solidarité, de la Coopération et de la Coordination des quartiers ainsi que secrétaire à l'Insertion social du Fonds andalou des communes pour la solidarité internationale (FAMSI). Elle est réélue lors des élections locales de mai 2011. Alors que les socialistes perdent le pouvoir municipal au profit de la conservatrice María José García-Pelayo, Miriam Alconchel est promue porte-parole adjointe du groupe socialiste au conseil municipal.
Elle abandonne son mandat local en octobre 2013 lorsqu'elle est nommée déléguée territoriale à l'Égalité, à la Santé et aux Politiques sociales de la Junte d'Andalousie — dont la direction est occupée par la flambante présidente Susana Díaz — dans la province de Cadix.
Elle renonce à ses fonctions administratives régionales lorsqu'elle est investie en deuxième place sur la liste présentée par le parti dans la circonscription de Cadix et conduite par Salvador de la Encina en vue des élections générales de décembre 2015. Élue parlementaire nationale, elle est membre de la commission des Politiques d'intégration du handicap et porte-parole adjointe à la commission de la Santé et des Services sociaux. Elle conserve son siège au palais des Cortes après la tenue d'élections anticipées en juin 2016. Membre de la commission bicamérale pour l'Étude du problème des drogues, elle conserve ses fonctions à la commission de la Santé et des Services sociaux et se voit ajouter les responsabilités de porte-parole adjointe à la commission de la Défense. Après la constitution du gouvernement Sánchez I en juin 2018 et la démission de nombreux députés devenus ministres ou secrétaires d'État, elle devient porte-parole titulaire à la commission du Travail, des Migrations et de la Sécurité sociale, chargée des Migrations.